# Mediorhynchus indicus
Mediorhynchus indicus är en hakmaskart som beskrevs av George, et al 1981. Mediorhynchus indicus ingår i släktet Mediorhynchus och familjen Giganthorhynchidae. Inga underarter finns listade i Catalogue of Life.